# Svarttjärnen (Nysunds socken, Närke)
Svarttjärnen är en sjö i Degerfors kommun i Närke och ingår i Norrströms huvudavrinningsområde.